# Rudersberg
Rudersberg est une commune de Bade-Wurtemberg (Allemagne), située dans l'arrondissement de Rems-Murr, dans la région de Stuttgart, dans le district de Stuttgart.

## Sports
- Championnats du monde de side-car cross de 2014